# Amphisbaena caudalis
Amphisbaena caudalis är en ödleart som beskrevs av  Cochran 1928. Amphisbaena caudalis ingår i släktet Amphisbaena och familjen Amphisbaenidae. Inga underarter finns listade i Catalogue of Life.